# Венецуела
Венецуела или Венесуела (на испански: Venezuela [beneˈswela]), официално Боливарска република Венецуела (на испански: República Bolivariana de Venezuela [reˈpuβlika βoliβaˈɾjana ðe βeneˈswela]), е държава в северната част на Южна Америка.
Граничи с Колумбия на запад, Бразилия на юг и Гаяна на изток. Столицата на страната е град Каракас, намиращ се на брега на Карибско море. Бреговата ѝ ивица е с дължина 2800 km и включва множество острови в Карибско море, а на североизток се мие от Атлантическия океан. Карибските острови Тринидад и Тобаго, Гренада, Кюрасао, Бонер, Аруба и Подветрените Антилски острови се намират близо до крайбрежието на Венецуела. Територията на страната обхваща около 916 445 km² с население от около 29,1 млн. души. Венецуела е страна с изключително голямо биологично разнообразие, с хабитати, вариращи от Андите на запад до тропическите гори на Амазонския басейн в южната част, през обширните равнини (лянос) и Карибския бряг в централните части до делтата на река Ориноко в източната част.
Венецуела е колонизирана през 1522 г. от Испания, която преодолява съпротивата на коренното население. Венецуела първа от испанските колонии в Америка обявява независимост (през 1811 г.), но истинска независимост постига през 1821 г. (първоначално като субект на федералната република Велика Колумбия и пълна независимост през 1830 г.). През XIX век Венесуела страда от политическа нестабилност и диктатура. През XX век е била управлявана от регионални военни командири. За първи път се установява демократично управление от 1945 до 1948 г., последвано от период на диктатура. Венецуела отново става демократична през 1958 г., докато по това време в повечето страни от Латинска Америка се установяват военни диктатури. Икономическата криза през 80-те и 90-те години на XX век довежда до политическа криза, чиято кулминация са бунтовете в Каракас през 1989 г., два опита за преврат през 1992 г. и свалянето от власт на президента Карлос Андрес Перес през 1993 г. заради корупция. Сривът в доверието към съществуващите партии през 1998 г. довежда до избирането на бившия военен офицер Уго Чавес, както и началото на Боливарската революция, започнала през 1999 г. с учредително събрание за написването на нова конституция.
Венецуела е федерална президентска република, състояща се от 23 щата, столична област (включваща Каракас) и федерални зависими територии (включващи островите около бреговете на страната). Венецуела е сред най-урбанизираните страни в Латинска Америка; по-голямата част от венецуелците живеят в градовете на север, особено в столицата Каракас, която е най-големият град. Венецуела е член-основател на Организацията на обединените нации (1945 г.), Организацията на американските държави (1948 г.), Организацията на страните износителки на петрол (ОПЕК) (1960), групата на 15-те (1989), Световната търговска организация (1995 г.), Боливарска алианс за Америка (ALBA) (2004) и на Съюза на южноамериканските нации (UNASUR) (2008). Преди слабо развит износител на селскостопански стоки като кафе и какао, днес Венецуела е водещ производител на петрол. Пресищането на световния пазар с петрол през 1980-те довежда до дългова криза и продължителна икономическа криза, по време на които инфлацията достига връх от 100% през 1996 г. и равнището на бедността се качва до 66% през 1995 г., а нивото на БВП на глава от населението спада до нивата от 1963 г. Петролният бум след 2001 г. увеличава значително държавните приходи и подобрява финансовата ситуация, но ефектите от кризата в края на първото десетилетие на 21 век причиняват нови проблеми на Венецуела.

## История
Човешкото присъствие във Венецуела датира най-вероятно отпреди 15 000 години, като най-ранните свидетелства за това са дървообработващи инструменти и други оръдия на труда, открити по високите тераси на река Педрегал в западна Венецуела. Детайли от ловни пособия, като например върхове на копия от късния плейстоцен, биват открити след разкопки при серия от археологически обекти, познати като „Хобо“. Според радиовъглеродните изследвания тези пособия датират от 13 000 до 7000 пр. Хр.
Не е известно колко хора са живели във Венецуела в предколумбовата епоха; възможно е населението да е било около един милион души, към които освен оцелелите до днес местни племена са се причислявали и народите ауаке, какетио, мариче и тимото-куика. Броят на тези хора намалява след испанското нашествие, най-вече заради донесените от Европа болести. Предколумбовото население е произвеждало главно царевица на запад и маниока на изток. Голяма част от равнините лянос са били култивирани по методите на подсечно-огневото земеделие и/или чрез постоянни стопанства.

### Колонизация
През 1499 г. Алонсо де Охеда открива залива Маракайбо и назовава страната Венецуела (Малката Венеция, Венецийка). Колонизирането на континентална Венецуела от испанците започва през 1522 г. с основаването на първото постоянно испанско селище в Южна Америка – Кумана. През XV век Германия също прави опити за колонизация. Местните вождове като Гуайкайпуро (1530 – 1568) и Таманако оказват съпротива на испанците, но в крайна сметка биват подчинени. Таманако бива екзекутиран по заповед на основателя на Каракас – Диего де Лосада. През XVI век много от местните жители, като мариче, се покръстват и стават католици. Ранните колониални селища се появяват най-вече по брега, на север, но в средата на XVIII век испанските изследователи проникват във вътрешността на днешна Венецуела, по течението на река Ориноко. Там те срещат сериозна съпротива от местния народ йекуана между 1775 и 1776 г.
Най-източните испански селища влизат в състава на испанската провинция Нова Андалусия. От началото на XVI век по-голямата част от територията е под администрацията на Кралската аудиенция Санто Доминго, през XVIII век става част от вицекралството Нова Гранада, а от 1776 г. нататък е реорганизирана като Генерално капитанство Венецуела. Град Каракас, основан през 1567 г., се превръща в ключово място на администрираната територия, добре защитен от пиратски нападения, в близост до плодородни земи и в район със здравословен климат.

### Независимост и XIX век
След серия от неуспешни въстания водената от маршал Франсиско де Миранда Венецуела обявява независимост на 5 юли 1811 г. Това действие полага началото на Венецуелската война за независимост. През 1812 г. обаче опустошително земетресение разрушава Каракас, като в същото време избухва и въстание на лянеросите (животновъди), което срива Първата венецуелска република. На 7 август 1813 е обявена Втора венецуелска република, но след няколко месеца се срива и тя.
Независимостта най-накрая е постигната, когато Симон Боливар заедно с Антонио Хосе де Сукре и Хосе Антонио Паес печелят битката при Карабобо на 24 юни 1821 г. Впоследствие конгресът на Нова Гранада прехвърля контрола на армията ѝ на Симон Боливар, който освобождава няколко южноамерикански държави и създава Велика Колумбия. Венецуела остава част от нея до 1830 г., когато водено от Паес въстание обявява създаването на държава Венецуела, а Паес става неин първи президент. Двадесетте години военни действия костват живота на 1/4 до 1/3 от населението, включително на половината бяло население. Към 1830 г. населението е било около 800 000 души.
През по-голямата част от XIX век Венецуела преминава през политическа нестабилност и диктаторско управление, включително на президента Хосе Антонио Паес, който е президент три пъти и управлява общо 11 години между 1830 и 1863 г. Това довежда до т.нар. Федерална война (между 1859 и 1863), по време на която загиват стотици хиляди в страна, чието население е не повече от 1 милион души. През втората половина на века се отличава и диктатурата на Антонио Гусман Бланко, друг каудильо (военен ръководител), който е президент за 13 години в периода 1870 – 1887 г.
През 1895 г. дългогодишен спор с Великобритания за територията Гаяна Есекиба довежда до т.нар. Венецуелска криза. След редица дипломатически мисии, през 1899 г. международен трибунал в Париж дава по-голямата част от територията на Великобритания.

### XX век
През 1899 г. Киприано Кастро, подпомаган от Хуан Висенте Гомес, тръгва на поход от Тачира и превзема столицата Каракас със своята армия. Кастро просрочва плащанията по външния дълг на Венецуела и отказва да изплаща компенсации на чужденците, пострадали от гражданските войни. Това довежда до Втората венецуелска криза между 1902 и 1903 г., по време на която Великобритания, Германия и Италия в продължение на няколко месеца налагат морска блокада на страната, която продължава до решението конфликтът да бъде разрешен по съдебен път в Международния арбитражен съд в Хага. През 1908 избухва кратка война с Холандия, която приключва, когато Кастро е свален от Хуан Висенте Гомес, докато е на лечение в Германия.
Откриването на петролни залежи в езерото Маракайбо по време на Първата световна война трансформира напълно икономиката, дотогава базирана на износ на земеделски продукти. Това откритие дава началото на икономически бум, продължил до 1980-те години; до 1935 г. БВП на глава от населението на Венецуела става най-високият в Латинска Америка. Гомес се възползва от тези приходи, като присвоява много средства от една страна, но и централизира страната и укрепва властта от друга. Той остава най-влиятелната личност в страната до 1935 г., макар и на моменти да отстъпва президентството на други политици. Гомесисткото управление продължава под Елеасар Лопес Контрерас, но е прекратено при Исаяс Медина Ангарита, който прокарва редица реформи и премахва забраната за съществуване на политически партии. След края на Втората световна война притокът от мигранти от южна Европа (главно от Испания, Португалия, Италия и Франция) разнообразява венецуелското общество.
През 1945 г. Медина Ангарита бива свален чрез преврат и се установява тригодишно демократично управление, начело с движението „Демократично действие“, първоначално под Ромуло Бетанкур, а след първите демократични избори през 1947 – под Ромуло Гайегос. Той обаче е свален от власт от военната хунта на Маркос Перес Хименес и военния министър Карлос Делгадо Чалбо през 1948. През 1952 хунтата провежда избори, които обаче губи. Резултатът от тях е игнориран и Перес Хименес е поставен на поста президент, където се задържа до 1958 г.
На 23 януари 1958 Перес Хименес е свален от власт. За да затвърдят демокрацията в страната, всички политически партии (с изключение на комунистическата партия) подписват пакта от Пунто Фихо. В следващите 40 години „Копеи“ (християн-социалната партия) и „Демократично действие“ доминират във венецуелската политика. През 1960-те се появяват бунтовнически движения, които биват потушени при президентството на Рафаел Калдера (1969 – 1973).
През 1973 г. международната петролна криза и високите цени на тази суровина довеждат до бум в държавните приходи на Венецуела. Правителството започва да инвестира огромни средства в развитието на образованието, здравеопазването и инфраструктурата, но това довежда и до увеличаване на дълга. Пренасищането на международния пазар с петрол през 1980-те докарва венецуелската икономика до срив. Редица погрешни политики на правителството през 80-те години на XX век довеждат до неимоверно обедняване на населението, увеличаване на корупцията и политическата нестабилност. Корупцията продължава да е проблем. Икономическият упадък довежда до политическа криза. При бунтовете Каракасо загиват стотици хора; през 1992 година са направени два опита за преврат, а през 1993 президентът Карлос Андрес Перес пада от власт след импийчмънт.
През 1998 г. след невиждан спад в доверието към политическите партии за президент е избран Уго Чавес, който започва „Боливарска революция“ и прокарва редица социалистически политики. През 2002 г. за кратко губи властта си и е отвлечен след „черна операция“ на ЦРУ, целяща възкачване на военна хунта, но възвръща позицията си след контрамитинги на своите поддръжници и подкрепа от военните. Опитът за преврат срещу Уго Чавес се превръща в крайъгълен камък за външната политика на Венецуела, която влиза в тясно сътрудничество с Куба и Русия. През 2008 година във Венецуела са проведени военноморски учения, в които участва руският ракетоносец от клас „Киров“ – „Петър Велики“.

## География
Венецуела се намира в Южна Америка. Заема площ от 916 445 km². Климатът е субекваториален, със средна месечна температура 25 – 29 °C. В басейна на река Ориноко е най-високият в света водопад, Анхел – 1054 m. Горите заемат около 50% от територията на страната. Останалата част от територията е заета от високотревни савани и планини. Най-високият връх е Боливар – 4979 m. В Карибско море страната има стотици острови, като най-големият от тях е остров Маргарита, който е предпочитана туристическа дестинация.
Венецуела е страна, в която има екваториални гори, високи планини, савани. Докато Лос Лянос, равнинният район между Андите с тяхното продължение Кордилера де ла Коста и река Ориноко е зает от савани, то южната и югоизточната част на Венецуела са заети от Гвианската планинска земя, една от най-старите земни плочи и малка част от Амазонската низина, най-голямата равнинна площ на планетата, които са покрити с гъсти екваториални гори. Това са едни от най-дивите кътчета на Земята. Тук природата все още е в своя първичен вид, незасегната от човека, понеже през Гвианската планинска земя не преминават почти никакви пътища и този регион, заемащ близо 50% от територията на Венецуела е напълно откъснат от света и населен с индианци, които дори в началото на XXI век живеят в първобитни условия, без електричество, без връзки с външния свят и в колиби от дърво, слама или палмови листа. Освен това тук и дърводобивът не е много развит, тъй като Венецуела задоволява потребностите си с големия нефтодобив по крайбрежието. Характерни за Гвианската планинска земя са т.нар. тепуи, високи върхове, остатък от най-старите земни плочи, издигащи се като гигантски непревземаеми цитадели над околните планини и покрити с гъсти екваториални гори.
Това е едно от местата, което държи рекорд по биоразнообразие в света. Множество от местните видове растения и животни са ендемити (срещат се само тук). Над 900 вида орхидеи са ендемити за този регион. Тук се срещат и уникален вид гъби, които убиват насекоми с отрова. Като цяло Венецуела има изключително богата флора и фауна, представена от над 40 000 вида цветни растения, 430 вида бозайници, сред които ягуар, пума, оцелот, тапир, мравояд, броненосец, много видове маймуни, кинкажу, капибара и др. Около 1500 вида птици (от пъстри папагали, тукани, трогони и др. до кондорите от Андите). Множество влечуги, сред които огромен брой змии, представени от много силно отровни видове като ярака и коралова змия и от неотровните гиганти боа, питон и най-голямата змия в света анаконда, достигаща 11 m дължина, а също и многокрокодили и алигатори, сред които и черния кайман, който е един от най-големите крокодили в света. Огромен брой насекоми и жаби, сред които и дървесната жаба кокои, която е най-отровното земноводно на планетата, а реките са дом на най-хищната риба в света пираня.

## Държавно устройство
Венецуела е федеративна република, начело с президент. Законодателната власт – парламент със 165 депутати, еднокамарен. Изпълнителната власт – правителство, начело на което е президентът.

### Изпълнителна власт
Венецуелският президент е избиран с директно гласуване и е глава както на държавата, така и на правителството. Мандатът е 6 години без ограничения за брой преизбирания. Президентът назначава вицепрезидента и определя състава на кабинета заедно с парламента. Президентът също може да връща за гласуване закони, с които е несъгласен, но те могат да бъдат отново приети при парламентарно мнозинство.
Президентът също може да се обърне към парламента за да му бъдат дадени правомощия да управлява с укази в определени области, за което е необходимо мнозинство от 2/3. От 1959 година насам тези правомощия са били гласувани на шест президенти.

### Законодателна власт
Еднокамарният парламент (Asamblea Nacional) държи законодателната власт. Броят на депутатите е променлив, тъй като всеки щат и столичният район избират трима представители плюс разделянето на населението на съответния щат на 1,1% от общото население на страната. Три места са винаги запазени за представители на коренното население. За периода 2010 – 2015 година броят на депутатите е 165. Депутатският мандат е 5 години.
Гласуването не е задължително, а минималната възраст за гласуване е 18 години.

### Съдебна власт
Правораздаването във Венецуела е базирано на континенталната правна система. Най-висшата съдебна институция в страната е Върховният трибунал, чийто магистрати са избирани от парламента за 12-годишен срок. Националният изборен съвет ръководи изборните процеси; той се състои от петима директори, избирани също от парламента.

## Административно деление
Страната е разделена на 23 щата, 1 столичен окръг* и 1 зависим окръг*. Амасонас, Ансоатеги, Апуре, Арагуа, Баринас, Боливар (Bolivar), Карабобо, Кохедес, Делта Амакуро, Зависим окръг, Федерален окръг*, Фалкон, Гуарико, Лара (Lara), Мерида, Миранда (Miranda), Монагас, Нуева Еспарта, Португеса, Сукре (Sucre), Тачира, Трухильо (Trujillo), Варгас (Vargas), Яракуй, Сулия.
Забележка: Федералният зависим окръг се състои от 11 федерално контролирани островни групи, състоящи се от общо 72 самостоятелни острова.

## Население
В състава на населението на Венецуела, освен венецуелци има и колумбийци, индианци и други. То наброява 27 933 496 души (2007) и я нарежда на 42-ро място в света по брой жители. 65% от населението са от смесен европейско-африканско-индиански произход (метиси или мулати), 20% са от европейски произход, 10% от африкански и 2% от индиански произход, а останалите 3% са от друга расова група. Белите европейци съставляват 5,5 млн. от населението. Годишният растеж на населението е 1,4% (2005). Раждаемостта е 18,91 (на 1000 души, 2005). Средно всяка жена ражда 2,51 деца. 96% от населението са католици, 2% протестанти и 2% определят своето изповедание като друго.
Средната гъстота на населението е 29 души/km². На градското се падат 89%, а на селското 11%. Раждаемостта е 18,91‰, а смъртността е 4,7‰. Средният годишен прираст е 1,75 млн. души. Естественият прираст на населението е 14,2‰. Средна продължителност на живота: мъже – 70 г., жени – 77 г.

## Икономика
- Транспорт във Венецуела

Откритите огромни нефтени запаси във и около езерото Маракайбо коренно променят икономиката на страната. Нефтодобивът започва през 1914 г., когато е и първото сондиране. До национализирането на нефтената индустрия (1975 г.) много чуждестранни компании участват в разработката на нефтените полета. Днес Венецуела заема 3-то място в света по износ на нефт. Дневното производство е приблизително 3,2 млн. барела. На тази база силно се развиват нефтохимията (1/3 от добивания нефт се преработва в страната) и корабостроенето. Двата големи града на брега на езерото – Кабимас и Маракайбо, също процъфтяват благодарение на тези отрасли.
Венецуела се превръща в една от най-развитите и богати страни в Южна Америка.

### Селско стопанство
Обработваемите земи са около 5%. В страната се развъждат около 15 млн. глави едър рогат добитък, 4,5 млн. свине и 4 млн. кози. Главни култури са банани, царевица, ориз, кафе, захарна тръстика и др.

### Промишленост и енергетика
Основен стопански отрасъл е добивът и износът на нефт, добив на газ. Страната притежава запаси от руди, манган, злато, въглища и други. Развита е и хранително-вкусовата промишленост. Селското стопанство е слабо развито. Отглеждат се банани, захарна тръстика, маниока и други. Животновъдство – едър рогат добитък, свине, кози. Има добре развита туристическа инфраструктура. Годишно страната се посещава от над 2 млн. туристи.
Поради значителното си производство на петрол страната е член на ОПЕК. От 2006 г. Венецуела е член на най-голямата Южноамериканска икономическа организация – Меркосур.
Венецуела е богата на полезни изкопаеми (железни руди, манган, боксит, никел, злато, скъпоценни камъни, въглища и др.), но нефтът (суров и рафиниран) дава почти 4/5 от националните приходи.

## Политика
На 6 декември 1998 г., с подкрепата на голяма част от населението на Венецуела идва на власт Уго Рафаел Чавес Фриас. Той има специфични възгледи относно частната собственост и национализацията. Отношенията към него са много противоречиви. С едни страни той е в много добри отношения, а с други открито заявява своето неодобрение. В самата Венецуела хората също се делят в отношението си към него. За най-бедните слоеве на обществото той е човекът, който ги е спасил от мизерията, давайки им земя и възможности, но от друга страна го ненавиждат хората, които по един или друг начин са ощетени от неговата ексцентрична политика. Една от основните критики към неговото управление е склонността му да взима от богатите, за да даде на бедните, защото това преразпределение на блага се приема като нарушаване на правото на всеки човек да притежава неприкосновена частна собственост.

## Сътрудничество
В България е учредена и функционира Асоциация за приятелство „България-Венецуела“ с председател Борис Цветков и управителен и контролен съвет (тел. за връзка 0888 429604). В Народното събрание се формира група за приятелство България-Венецуела.
Посланик на Боливарска република Венецуела в Република България дълги години е Ориета Капони. След закриване на посолството, функциите му се изпълняват от посолството на Венецуела в Република Сърбия.